# Fugleskræmslet (film 1910)
Fugleskræmslet è un cortometraggio muto del 1910. Il nome del regista non viene riportato nei credit del film. Prodotto e distribuito dalla Nordisk Film, aveva come interpreti Einar Zangenberg, Gustav Lund, Lauritz Olsen e Poul Skondrup.

## Produzione
Il film fu prodotto dalla Nordisk Film Kompagni.

## Distribuzione
Distribuito dalla Nordisk Film Kompagni, il film uscì nelle sale danesi nel 1910 con il titolo originale Fugleskræmslet. In Finlandia, dove è conosciuto sia con il titolo finlandese Linnunpelätin che con quello svedese di Fågelskrämman, fu presentato a Turku il 31 ottobre 1910.